# Linea Yokohama Minatomirai Kodomonokuni
La  linea Yokohama Minatomirai Kodomonokuni (こどもの国線?, Kodomonokuni-sen) è una breve linea ferroviaria urbana posseduta dalla Ferrovia Yokohama Minatomirai e esercitata dalla Tōkyū Corporation. La linea è a scartamento ridotto che collega le stazioni di Nagatsuta nel quartiere di Midori-ku e di Kodomonokuni, in quello di Aoba-ku, entrambi nella città di Yokohama.

## Stazioni
| Stazione     | Giapponese | Distanza | Distanza | Collegamenti                           | Posizione |
| Stazione     | Giapponese | Interst. | Totale   | Collegamenti                           | Posizione |
| ------------ | ---------- | -------- | -------- | -------------------------------------- | --------- |
| Nagatsuta    | 長津田     | -        | 0.0      | Linea Den-en-toshi Line Linea Yokohama | Midori-ku |
| Onda         | 恩田       | 1.8      | 1.8      |                                        | Aoba-ku   |
| Kodomonokuni | こどもの国 | 1.6      | 3.4      |                                        | Aoba-ku   |

## Materiale rotabile

### Materiale attuale
- Serie Y000